# Embocadura
La embocadura consiste en el conjunto de estructuras anatómicas de los músculos faciales, los dientes y la lengua y el modo en cómo se usan para producir sonido en un instrumento de viento. La embocadura determina aspectos tímbricos, de entonación, de volumen y de fraseo. Cada instrumento o boquilla requiere una embocadura distinta. Las diferencias anatómicas y de técnica de cada individuo vuelven único al sonido de cada intérprete.

## Tipos de embocadura
Los instrumentos de viento orquestales se dividen entre las categorías de «vientos metales» o «vientos maderas». Entre los primeros están las trompetas, trombones, cornos y tubas. Entre los segundos están las flautas, oboes, clarinetes, saxofones y fagots. Estas categorías tienen anomalías, como el saxofón, que está hecho de metal. De todas formas, el material tiene poco efecto sobre el rendimiento del instrumento.
Los instrumentos de viento madera se categorizan dependiendo de cómo hacen vibrar la columna de aire: mediante un bisel (flautas), mediante una lengüeta (clarinetes y saxofones), o mediante una doble lengüeta (oboe y fagot).
Cada instrumento tiene su propio tipo de embocadura, que tiene variaciones dependiendo del timbre que se desea conseguir en el mismo. Por ejemplo, en los vientos metales, consiste en zumbar los labios dentro de la boquilla. En los instrumentos que tienen lengüeta el objetivo es permitir que vibre poniendo los labios sobre la misma.